# Rocbaron
Rocbaron är en kommun i departementet Var i regionen Provence-Alpes-Côte d'Azur i sydöstra Frankrike. Kommunen ligger i kantonen La Roquebrussanne som tillhör arrondissementet Brignoles. År 2022 hade Rocbaron 5 489 invånare.

## Befolkningsutveckling
Antalet invånare i kommunen Rocbaron
| Referens: INSEE |